# 重装机兵系列
重装机兵是后末日战车题材电子角色扮演游戏（RPG）系列。系列由日本游戏公司Crea-Tech出品，重装机兵首作于1991年5月在日本紅白機平台发行。由于原发行商Data East破产及商标权利问题，一些续作由Success公司以Metal Saga为名发行。自Enterbrain解决商标问题后，系列得以以原名Metal Max再次发行。目前系列著作權由CyberAgent旗下子公司Cygames持有。
系列有六部Metal Max游戏，四部Metal Saga游戏，系列前两部游戏曾重制或移植。系列作品主要为传统的游戏机游戏，发行平台包括FC游戏机、超级任天堂、GBA、PlayStation 2、任天堂DS和任天堂3DS、PlayStation 4和PlayStation Vita。除了游戏机游戏外，系列还有一部手机游戏及一部网页游戏。除了游戏外，系列还有衍生漫画和原声音乐发售。大多数作品仅在日本发行，但亦有少量作品同时在北美、中国大陆和台湾等地发行。系列最新作品是2020年9月10日发售的《重装机兵XENO 重生》，陆续登陆了任天堂Switch、PlayStation 4和Windows；而系列衍生作品《重装机犬》于2021年发售Windows抢先体验版，并在2022年发售了任天堂Switch和PlayStation 4的主机版本。
和当时日本国民RPG《勇者斗恶龙》等幻想类游戏不同，重装机兵的世界观中没有剑与魔法。重装机兵的世界观设定在大破坏后的近未来世界——城市文明荒废，变异物种和失控机械出现。游戏以高自由度和战车系统而知名。在游戏中玩家将收集并改造战车，击败赏金首获得高额赏金。系列游戏的高自由度甚至可让玩家随时结束游戏。

## 作品

### 游戏
| 1991 | 重装机兵             |
| 1992 |                      |
| 1993 | 重装机兵2            |
| 1994 |                      |
| 1995 |                      |
| 1996 |                      |
| 1997 |                      |
| 1998 |                      |
| 1999 |                      |
| 2000 |                      |
| 2001 |                      |
| 2002 |                      |
| 2003 |                      |
| 2004 |                      |
| 2005 | 重装机兵 沙尘之锁    |
| 2006 | 重装机兵 钢之季节    |
| 2007 | 重装机兵 旋律连锁    |
| 2008 |                      |
| 2009 |                      |
| 2010 | 重装机兵 新战线      |
| 2010 | 重装机兵3            |
| 2011 |                      |
| 2012 |                      |
| 2013 | 重装机兵4 月光的歌姬 |
| 2014 |                      |
| 2015 | 重装机兵 荒野方舟    |
| 2015 | 重装机兵 花火        |
| 2016 |                      |
| 2017 |                      |
| 2018 | 重装机兵 异传        |
| 2019 |                      |
| 2020 | 重装机兵XENO 重生    |
| 2021 | 重装机犬             |

系列首作《重装机兵》于1991年在日本FC游戏机平台发行，1995年超级任天堂重制版《重装机兵回归》发行。第二作《重装机兵2》于1993年发行于超级任天堂。《重装机兵2》和《重装机兵回归》的掌上游戏机Game Boy Advance移植版名为《重装机兵2改》和《重装机兵回归改》，游戏定于2003年发行，但后者发售中止。2011年，《重装机兵2》的任天堂DS强化重制版《重装机兵2：重装上阵》发行，其使用了《重装机兵3》的引擎。FC游戏机和超级任天堂全部三作都发行于Wii Virtual Console服务，FC《重装机兵》还发行于任天堂3DS的Virtual Console服务。
继《重装机兵回归》发行后，系列数年没有发行新作，这期间有两部发售中止的作品——PlayStation平台的《重装机兵3》和Dreamcast的《重装机兵 荒野之眼》。
由于商标权利问题，四款游戏以“Metal Saga”为名发行。首部游戏《重装机兵 沙尘之锁》于2005年在日本PlayStation 2平台发行，并于翌年发行了廉价版。游戏于2006年还在北美发行，这是系列游戏首次在日本以外发行。任天堂DS作品《重装机兵 钢之季节》于2006年发行，游戏为初代《重装机兵》的后传。移动电话游戏《重装机兵 旋律连锁》于2007年发行。第四部游戏《重装机兵 新战线》是一部网页大型多人在线角色扮演游戏（MMORPG），游戏于2010年在日本正式运营，2011年在中国大陆运营。
随着商标问题解决，2010年任天堂DS游戏《重装机兵3》重新使用了原商标。任天堂3DS续作《重装机兵4 月光的歌姬》于2013年发行。

### 跨媒体
以《重装机兵2》为背景的漫画选集漫画合辑《重装机兵2 超级收藏集》于1993年发行。其中收录了山本贵嗣等四人的短篇漫画。《重装机兵 ～沙尘之锁～ 漫画选集》是改编自游戏的搞笑漫画。《重装机兵3 双枪管魔女》是《重装机兵3》的同背景漫画，由宫冈宽编写故事，山本贵嗣作画。漫画在游戏发售的次日开始在《Fami通》的网站连载，随后又以两卷单行本形式出版。漫画中文译本由台湾角川出版。《重装机兵3》、《重装机兵2：重装上阵》和《重装机兵4 月光的歌姬》的限量版各同捆有相关漫画。山本贵嗣的漫画选集《M4 Featuring Metal Max Momo》于2000年出版。其中收录了以系列世界观为原型的原创漫画《Metal Max Momo》，以及其他几个短篇漫画。
重装机兵系列的原声音乐由门仓聪作曲。随德间书店杂志附赠的碟片《超级任天堂杂志Vol.7 特别附录》中收录了《重装机兵2》的三首原声，这是系列原声首次官方发行。《沙尘之锁》和之后的Metal Max作品都单独或同捆发行了原声专辑。随限量版《重装机兵3》和《重装机兵2：重装上阵》同捆的原声专辑，系列早期作品的原声得以补全。2011年3月，东京涩谷举办了《重装机兵3》和另一游戏《Dariusburst》的联合现场音乐会。
系列还有其他纸质媒体发行。初代《重装机兵》的游戏书《重装机兵 暴走坦克冒险战记》于1991年发行，其对游戏情节有所改动，如最终头目为其他角色。游戏书由村上绅编写，为双叶社冒险游戏书系列中的一本。由北泽苍编写的小说《重装机兵 火炎水晶》于1993年出版。游戏机作品亦有官方攻略本发行。其他物品还有主题T恤、茶杯等，多同捆于限量版游戏中。

## 共通元素
重装机兵系列和传统的幻想角色扮演游戏不同。系列背景设定于大破坏后的近未来世界，城市文明被严重破坏，世界污染与荒漠化严重，变异的生物与失控的机械出现。玩家操控着主角自由旅行于荒废的未来世界中，搜集并改造的战车，消灭赏金首获得高额的奖金。
在游戏中玩家可以收集并改造战车。游戏中有多辆战车，它们分布在大地图、迷宫等世界各处。一些战车玩家发现后即可直接获得、一些需要购买、另一些则需要完成特定任务后才能得到。每辆战车都有一定的载重量，决定战车负载零件的数量和类型，当战车超重后将无法移动。战车设备重量和负载量之间的差值用来装载装甲片。在游戏中玩家可以改造战车零件，包括改变战车可装备的武器类型，武器的火力、弹仓容量，引擎负载量等。自《重装机兵2》起，玩家可以通过收集废铁自己订做战车。《重装机兵3》中还引入了可以成长的生物战车。此外玩家还可以租借战车，但租借战车一旦受损将会自动回收。
在游戏中，战车装备分为六大类。战车有自己专属的底盘，底盘上面有不同种类的炮孔，决定着战车可装备的武器。战车的动力装置是引擎，它决定了最大载重量；控制系统则是C装置，可让一名角色操作整辆战车。这三者都是战车的必须部件，一旦缺失或严重受损，战车将无法运转。主炮是战车的主力武器，攻击力大，且可以发射由特殊效果的特种炮弹，但弹药数量有限且火力范围小。副炮的攻击力比较小，但攻击范围较广且无弹药限制。S-E的杀伤力大而广泛，不过武器笨重、弹仓小且使用成本高。战车外面有装甲片来保护，当装甲片损失殆尽后，战车装备很容易损坏。而装备损坏又有轻重之分，重度损坏的装备将无法工作。轻度损坏的装备可以由机械师队友修理，而重度损坏的装备通常要到修理店修复。若战车受损无法移动，则可由其他战车牵引移动。
游戏以随机方式遇敌，当战斗打响时，屏幕将切换到专门的战斗画面。战斗使用第三人称回合制，主角一行和敌人分别出现在屏幕两侧。游戏中有乘战车或白刃战两种战斗模式，战车可以在在战斗保护主角。森林等一些区域战车无法通过，故只能白身作战。在系列早期作品中，一辆战车只能容纳一名角色，但后期作品中多名角色可以乘坐在一辆战车中。在战车战中，当战车受到攻击时，车内角色一般不会受到伤害，但战车会损失装甲片。当战车装甲片降至0时，战车虽能继续战斗，但更容易损坏。当战车基本部件严重受损时，则车上角色会强制下车战斗。当角色HP将为0时，角色将会死亡。当击败敌方时，角色将会获得经验值和金钱，还可能捡到敌方掉落的道具。当玩家全部角色生命值降为0时，战斗即为失败。此时游戏不会Game Over，主人公将会送到明奇博士处复活。

## 开发与发行
系列由宫冈宽创作。宫冈宽是勇者斗恶龙作者堀井雄二的朋友，并在前三部勇者斗恶龙游戏中担任剧本助手与迷宫设计等职。宫冈宽于1988年创立公司Crea-Tech。系列美工主要由宫冈宽中学同学山本贵嗣担当。门仓聪为游戏音乐作曲。田内智树曾参与多部Crea-Tech游戏的监督工作，被称为系列的“key man”，田内还曾担任系列首作的程序员。

### Data East时期
FC与超级任天堂平台的作品由电子游戏公司Data East发行。
系列首作《重装机兵》原计划在次世代主机超级任天堂发售前发行，但发行多次延期。游戏于最终FC末期的1991年5月发行，而超级任天堂已于半年在日本发行。游戏在电视广告中以“斗龙已经斗腻了”为口号。和当时勇者斗恶龙等专注于情节的游戏不同，《重装机兵》和史克威尔的《浪漫沙加》相似，使用了开放世界的游戏設定。
系列首个续作《重装机兵2》于1993年在超级任天堂平台发行，游戏在操作方面做了改进。在游戏中，玩家可以让战狗加入队伍，而这个系统在系列之后的作品中延续并发展。《重装机兵》的超级任天堂重制版《重装机兵回归》由空想科学制作，并于1995年发行。重制版提升了感官效果，并加入了一些游戏元素。

### 休眠期
1996年至2004年间，系列没有新作品发行。在《重装机兵2》发行后，Data East曾计划开发第三作，但公司之后因经营不善而破产。此外亦有其他几间公司提交过Game Boy作品的开发计划书。在此期间，开发者曾计划开发一部PlayStation《重装机兵3》，但因开发预算问题而放弃；有传言称作品的副标题为“黄金之心”，但多年后被制作者澄清。
1999年Crea-Tech宣布，计划由ASCII娱乐发行一部Dreamcast作品，并暂名《重装机兵Overdrive》。游戏后来定名为重装机兵 荒野之眼，并计划于2000年末发行。《荒野之眼》很大程度首MMORPG《无尽的任务》的影响，如使用全3D无缝地图。官方还将作品称为“重装机兵史上最大的爱情故事”。然而因ASCII业绩不振退出游戏市场等原因，游戏最终中止发售。
1990年代末期，Data East陷入经济危机，并靠销售旧作品移植权维持生计。Now Production获得超级任天堂《重装机兵2》和《重装机兵回归》的Game Boy Advance移植权。《重装机兵2》的移植版《重装机兵2改》于2003年6月20日发行，其中“改”指新增赏金首和租借战车。因《重装机兵2改》存在bug，官方召回了卡带并发布了修正版。在《重装机兵2改》发行5天后，Data East宣布破产，之后商标被新宿Express注册。Data East试图诉讼夺回商标但败诉。《重装机兵回归改》曾因改善品质等理由推迟发行，最终因Data East破产管理人执行管理人解除权而中止发售。

### Success时期
《重装机兵 沙尘之锁》由Success公司开发，并于2005年在PlayStation 2平台发行。该游戏开发团队为新团队，其中一些成员为重装机兵爱好者。系列生父宫冈宽开始没有参加开发，角色设定亦未起用山本贵嗣。游戏制作人原计划移植前作，但发现Success未获得旧作品的授权。游戏最初计划使用3D背景与2D角色，但因角色众多而人手不足，并考虑到海外市场，最终决定使用全3D。本作是系列首个使用3D的游戏。游戏于2006年3月发行了廉价版本，较原版做了少量修改。北美版由Atlus于2006年5月发行，这是系列游戏首次在日本以外发行。
同样在2006年，任天堂DS续作《重装机兵 钢之季节》发行，游戏主角为初代《重装机兵》主人公的儿子。游戏再度由宫冈宽设计。游戏尝试使用2D全触屏操作。《重装机兵移动版》又称《重装机兵 旋律连锁》，于2007年7月在日本手机平台首发。第四作《重装机兵 新战线》是网页MMORPG。游戏类似于在线模拟经营游戏。在游戏中玩家将经营一家猎人公司，管理猎人与战车，消灭赏金首，并于其他公司结盟。游戏于2010年在日本公测，2011年在中国大陆运营。

### 角川书店时期
2008年，Enterbrain曾询问开发者关于新作的意向，但半年后发现商标存在问题。2009年4月Enterbrain注册了“Metal Max”商标，《重装机兵3》由Cattle Call开发，角川游戏于2010年7月发行，这是系列自《重装机兵2》来17年的首个“正统续作”。因游戏为掌上游戏机作品，玩家可能使用零散的时间进行游戏，同时考虑到游戏分支任务众多，故游戏使用了了冒险指南系统。考虑到轻度玩家和可能无聊的练级，游戏角色的初始能力设定的很强。2011年，使用《重装机兵3》引擎的《重装机兵2：重装上阵》发行。
2013年6月，《Fami通》正式公布了任天堂3DS新作《重装机兵4 月光的歌姬》的消息，游戏同样由角川游戏发行。游戏首次在系列中使用角色配音，起用了70余名配音演员。2013年11月游戏发售。
《重装机兵》、《重装机兵2》和《重装机兵回归》的Wii Virtual Console服务由Enterbrain在2010年和2011年发行。《重装机兵》的任天堂3DS Virtual Console服务于2013年发行。
2021年3月，系列30周年纪念活动中，角川公布了《重装机兵 Xeno重生》的续作《重装机兵 荒野西部》、系列新作《Metal Saga Project Wolf》以及以战斗犬波奇为主角的Rogue-like类衍生作品《Metal Dogs》。
2022年6月9日，系列宣布《重装机兵 荒野西部》停止开发。

### Cygames时期
2022年7月29日，Cygames宣布从角川获得《重装机兵》系列IP，而系列总监宫冈宽也将从角川游戏加入Cygames。

### 中文译名
“Metal Max”在港台常译为“坦克戰記”，而在大陆多译为“重装机兵”，此外大陆杂志《电子游戏软件》曾将游戏译为“最强装甲” 。台湾角川在发行漫画《双枪管魔女》时即采用“坦克战记”译名。最初大陆盗版汉化对于系列首作有“重装机兵”与“机甲战士”两种译名，然而问题在于前者另有其作，即日本Computer System从1990年开始推出的“重装机兵雷诺斯”系列；后者则与从1989年开始推出的动作游戏“MechWarrior”系列之标题意义相同。
“Metal Saga”在港台常译为“坦克傳說”，而大陆则依然习惯沿用“重装机兵”（如“Metal Saga”第四作《New Frontier》在大陆的官方简体中文标题为“重装机兵：新战线”）。

## 评价与销量
| 作品                 | 《Fami通》评分 | 日本销量         |
| -------------------- | -------------- | ---------------- |
| 重装机兵             | 29 / 40        | 120,000－150,000 |
| 重装机兵2            | 30 / 40        | 250,000－280,000 |
| 重装机兵回归         | 29 / 40        | 170,000          |
| 重装机兵2改          | 27 / 40        | 9,500            |
| 重装机兵 沙尘之锁    | 30 / 40        | 99,000           |
| 重装机兵 钢之季节    | 27 / 40        | 21,000－26,000   |
| 重装机兵3            | 33 / 40        | 85,000－88,000   |
| 重装机兵2：重装上阵  | 33 / 40        | 57,000           |
| 重装机兵4 月光的歌姬 | 35 / 40        | 27,000           |

日本媒体通常称赞游戏的高自由度与战车系统。
系列首作的战车改造、寻找赏金首和高自由度成为当时的话题。《重装机兵2》销量超过25万份，是系列最畅销的作品。《重装机兵回归》售出17万份。而Game Boy Advance移植版《重装机兵2改》因bug等原因获得爱好者负面评价。
《重装机兵 沙尘之锁》分别获得《Fami通》和《电击PlayStation》的30/40分和330/440分。游戏首周销量6.3万，并成为当周最畅销游戏。游戏在北美获一般评价，在评论聚合网站GameRankings和Metacritic汇总分数分别为64%和62%。GameSpot称游戏“有着良好角色扮演游戏的要素，但没有将其结合到一起”。《重装机兵 钢之季节》获得《Fami通》27/40的评分。
《重装机兵3》获得《Fami通》33/40分。日本玩家称赞游戏可以像《勇者斗恶龙III》那样订制角色，但抱怨游戏容易迷失目标。《重装机兵2：重装上阵》同样获《Fami通》33/40的评价。《重装机兵4 月光的歌姬》获《Fami通》35/40的评价。